# Argyroeides tricolor
Argyroeides tricolor är en fjärilsart som beskrevs av Alpheus Spring Packard 1869. Argyroeides tricolor ingår i släktet Argyroeides och familjen björnspinnare. Inga underarter finns listade i Catalogue of Life.